# Buchnera pruinosa
Buchnera pruinosa là loài thực vật có hoa thuộc họ Cỏ chổi. Loài này được Gilli mô tả khoa học đầu tiên năm 1973.